# Laurentaeglyphea neocaledonica
Laurentaeglyphea neocaledonica is een tienpotigensoort uit de familie van de Glypheidae. De wetenschappelijke naam van de soort is voor het eerst geldig gepubliceerd in 2006 door Richer de Forges.